# Glosar de artă
Prezentul glosar conține termeni din domeniul artelor vizuale, curentelor artistice, muzeelor.

## A
- abanos - lemn prețios utilizat pentru sculptură, mobilier, instrumente muzicale, bijuterii și alte forme de artă.
- abreacție -  purificarea spiritului cu ajutorul artei, prin participarea intensă la fenomenul artistic; sinonim: catharsis.
- absorbție - în pictură, particularitate a suporturilor din pânză, lemn, hârtie de a încorpora apa sau alte lichide și care poate contribui la obținerea anumitor efecte.
- abstracție gestuală - vezi action painting.
- abstracționism - curent artistic apărut la începutul secolul al XX-lea, caracterizat prin renunțarea la redarea realității obiective și anihilarea imaginii figurative; altă denumire: artă abstractă.

- abstracționism geometric - direcție artistică, apărută la începutul secolului al XX-lea, care se caracterizează prin utilizarea formelor geometrice clare și reguli de compoziție abstracte (culori pure, ordine, simetrie, abstractizare completă).

- abstragere:

- proces de evidențiere prin mijloace artistice a ceva care există ca potență semnficativă;
- prelucrare artistică a schițelor de documentare, cu scopul de a reține sau amplifica detalii semnificative.
- academic, stil ~:

- stil sobru în artă în care subiectul este tratat în genul studiilor de școală de artă academică, prin redarea unei frumuseți reci și convenționale, indiferentă față de viața înconjurătoare, ajungându-se la o execuție stereotipă, lipsită de vigoare; altă denumire: academism;
- atitudine estetică constând în imitația (servilă) a creațiilor artei antice și a creațiilor Renașterii;
- manieră în artă, care cultivă un ideal de frumusețe canonică, convențională, manieristă.
- academie de artă:

- școală superioară în care se predau cursuri de desen, sculptură, pictură;
- asociație a creatorilor de arte plastice: arhitecți, sculptori, pictori, desenatori și gravori.
- academism - vezi academic, stil ~.
- accident - pată sau formă sugestivă produsă în mod întâmplător în timpul realizării unei opere de artă și care poate genera detaliu, o imagine sau o soluție compozițională.
- acord - atenuare a opoziției dintre culori, forme; vezi și: analogie, armonie.
- acrolit - statuie ale cărei extremități sunt executate din piatră sau din marmură, iar corpul din alte materiale.
- action painting:

- tehnică de pictură bazata pe metode inedite ca: stropirea picatură cu picatură (dripping), scurgerea aderentă etc.; sinonime: artă gestuală, abstracție gestuală; vezi și tașism.
- creație artistică rezultată din caligrafierea spontană a gesturilor mâinilor sau corpului, nedirijate dupa un plan sau o idee preconcepută.
- acuarelă:

- tehnică grafică în care se întrebuințează culori diluate în apă, cu efecte de transparență.
- vopsea (solidă) folosită în acuarelă.
- pictură cu astfel de vopsele.
- acuarelist - grafician specializat în tehnica acuarelei.
- acvaforte (sau acuaforte):

- procedeu de gravură în metal care constă în corodarea cu acid azotic a unei plăci mai ales de cupru, vernisată în prealabil și pe care s-a trasat un desen;
- gravură în adâncime obținută prin acest procedeu.
- acvatintă (sau acuatintă):

- procedeu de gravură care imită laviul și, mai rar, policromia acuarelei;
- procedeu în tiparul de artă, pentru imagini în semitonuri, în care forma de cupru se pregătește prin gravare manuală și coroziune chimică.
- acvatipie:

- procedeu de tipărire a operelor de artă care imită pictura în acuarelă, rezultat din combinarea tiparului înalt cu tiparul cu șabloane;
- operă de artă obținută prin acest procedeu.
- adosat:

- (despre motive ornamentale identice) așezate spate în spate față de o axă de simetrie;
- (despre un grup statuar) care face corp comun cu un element de suport arhitectonic.
- afiș - gen de artă grafică cu funcție mobilizatoare, de informare, de reclamă, de instructaj etc. și care poate utiliza forme sugestive de exprimare.
- aglutinant - substanță auxiliară pigmenților pentru degradarea nuanței acestora.
- alegorie - (procedeu de) creație care utilizează substituirea unui concept, a unei idei generalizatoare sau abstracte cu o imagine concret-senzoriala ce semnifică realități similare.
- alla prima - modalitate de a realiza o pictură într-un singur strat și în timp relativ scurt.
- altogravură - (procedeu de) reproducere după original prin folosirea clișeelor metalice gravate de mână sau pe bază de acvaforte.
- altorelief - sculptură puternic reliefată, fără a fi desprinsă de fondul material pe care a fost executată; altă denumire: relief înalt.
- amazonomahie - reprezentare, în cazul monumentelor de artă clasică, a luptei dintre amazoane și eroi.
- ambivalență - dubla funcție a limbajului plastic de a construi un semn sau o temă, dar și de a fi un mijloc de expresie.
- amoretă - statuetă de copil cu aripioare.
- anaglifă:

- lucrare de sculptură în basorelief (sau relief), realizată prin cizelură;
- desen al unui corp geometric executat în două culori (roșu și albastru) care, privit cu ochelari speciali, dă imaginea unui corp în relief.
- androcefal - (despre statui de animale) care are cap de om.
- anepigraf(ic) - (despre monumente, monede etc.) care nu are nici un fel de inscripție.
- anestetic - care nu are caracter estetic; care este lipsit de estetică.
- angobă - vezi engobă.
- anluminare -  adăugare de aur și argint culorilor unei miniaturi medievale pentru a o face să strălucească.
- anluminură - pictură (miniatură) de manuscris medieval.
- anti-artă:

- curent în teoria și practica avangardei artistice a primelor decenii ale secolului al XX-lea, având un caracter contestatar față de convențiile tradiționale ale artei; lucrare produsă în acest spirit;
- artă lipsită de conținut, de valoare.
- antiartistic:

- (despre opere, creații) care nu respectă normele artei consacrate (academice);
- care este lipsit de valoare artistică.
- anticalofilie - respingere a cultivării excesive a frumuseții stilistice; însușire a stilului de a fi mai putin cizelat.
- anticar - persoană care se ocupă cu achiziționarea și cu vânzarea de cărți vechi; buchinist;

- cunoscător, colecționar sau vânzător de obiecte de artă (din antichitate).
- anticariat - societate comercială care achiziționează și vinde cărți vechi sau obiecte vechi de artă.
- antichități - obiecte de artă antice, monumente vechi, vestigii istorice valoroase.
- anvelopă - atmosferă difuză care învăluie figurile dintr-un tablou, îndulcindu-le contururile.
- argintar - meșteșugar care prelucrează argintul.
- arheografie - reprezentare prin desen, prin pictură sau prin sculptură a unor scene antice.
- armonie cromatică - concordanță deplină între culorile unei opere de artă, obținută fie prin analogia, fie prin contrastul tonurilor folosite.
- artă - formă a activității umane care are drept scop producerea unor valori estetice și care folosește mijloace de exprimare cu caracter specific; totalitatea operelor (dintr-o epocă, dintr-o țară etc.) care aparțin acestei activități.

- artă abstractă - vezi abstracționism.
- artă a sistemelor:

- formă artistică care se concentrează pe utilizarea sistemelor și structurilor în creație și care se bazează pe ideea că întregul este mai mult decât suma părților sale individuale și astfel explorează relațiile și interconexiunile dintre elemente pentru a crea opere complexe și interdisciplinare;
- expresie artistică influențată de cibernetică și teoria sistemelor, care se răsfrânge asupra sistemelor naturale, sociale și asupra semnelor sociale din lumea artei în sine.
- artă cibernetică - formă de creație artistică ce tinde să reprezinte lucrurile în mișcare.
- artă conceptuală - curent artistic care s-a dezvoltat în anii 1960 și 1970 și se concentrează pe idee sau concept mai mult decât pe forma fizică a operei de artă, procesul creativ și mesajul pe care îl transmite lucrarea fiind considerate mai importante decât materialul sau tehnica folosită pentru realizarea acesteia.
- artă contextuală - formă de exprimare artistică care este strâns legată de contextul în care este creată și expusă.
- artă decorativă:

- artă de a decora, cu mijloacele artelor plastice, exteriorul și interiorul unei case, al obiectelor de uz curent, al mobilierului, costumelor etc.;
- domeniu al artei care se concentrează pe crearea de obiecte care sunt nu doar frumoase, dar și funcționale; exemple: mobilier, ceramică și porțelan, textile, sticlărie, metalurgie, email etc.
- artă de gen - ramură a artelor vizuale care se concentrează pe reprezentarea scenelor sau evenimentelor din viața de zi cu zi, cum ar fi: piețe aglomerate, interioare domestice liniștite, petreceri festive, scene de muncă, peisaje stradale.
- artă digitală - formă de expresie artistică care utilizează tehnologia digitală sau computerizată pentru a crea opere de artă.
- artă generativă - domeniu artistic ce implică utilizarea algoritmilor și a proceselor automate pentru a crea opere de artă.
- artă gestuală - vezi action painting.
- artă interactivă - formă de exprimare artistică care implică participarea activă a privitorilor sau a utilizatorilor în procesul creației artistice.
- artă postmodernă - ansamblu de curente artistice menite să se opună anumitor forme de modernism, sau altor diverse forme ale aceluiași curent, care au apărut și s-au dezvoltat ulterior.

- azur(iu) - nuanță de albastru-verzui-deschis, ca cerul senin; vopsea de culoarea cerului senin.
- azuree - trăsături din jurul desenelor sau gravurilor care îndeplinesc rolul umbrelor.

## B
- bacara - cristal de calitate superioară, din care se confecționează bijuterii, obiecte decorative etc.; obiect fabricat din acest cristal.
- barbotină - masă ceramică fluidă din care se fasonează (prin turnare în forme de ipsos) produse ceramice cu profil complicat și cu goluri interioare.
- bariolat - care este desenat cu dungi de culori asortate bizar; pestriț.
- baroc:

- (stil artistic) care se caracterizează prin cultivarea monumentalității și a libertății formelor, a bogăției ornamentației arhitecturale etc. și care s-a afirmat în Europa, în secolul al XVII-lea, încadrându-se între sfârșitul Renașterii și începuturile iluminismului;
- (despre construcții, mobilă, sculptură, pictură etc.) care este realizat în stil baroc.
- barochism (sau barocitate) - tendință în artă, specifică barocului, caracterizată prin tematică extravagantă, ornamentație excesivă, efecte șocante.
- basorelief - lucrare de sculptură în care figurile ies în relief din fondul cu care fac corp comun.
- batalist - pictor de scene de război.
- bele-arte - arte frumoase (pictura, sculptura, gravura, arhitectura, muzica).
- betterave - (de) culoare roșu-închis, ca sfecla.
- bibelou - mic obiect de artă, decorativ, pentru interior.
- bicromie - decor pictat în două culori.
- Biedermeier (stil ~) - stil specific burgheziei din prima jumătate a secolului al XIX-lea, caracterizat prin predominarea peisajelor, a portretelor, care redau siguranța unei vieți prospere și prin absența motivelor religioase sau istorice.
- bienală - manifestare artistică (expoziție, festival, târg) care se organizează la fiecare doi ani; exemplu: Bienala de la Istanbul.
- bijuterie - obiect de podoabă făcut din metal nobil (și pietre prețioase).
- bistru:

- (de) culoare brun-închis;
- (sens învechit) fard brun întunecat, făcut din funingine.
- bitum - culoare brună strălucitoare, obținută prin amestecarea bitumului cu ulei de in și cu ceară, folosită mai ales în secolul al XIX-lea.
- bizou - margine tăiată oblic (la obiecte de sticlă, oglinzi, pietre prețioase etc).
- blafard - (despre lumină, culori) alburiu; șters; (despre ten) palid, livid.
- brățară - bijuterie în formă de cerc, confecționată din diferite metale (și pietre prețioase), purtată de femei la încheietura mâinii, a piciorului sau pe braț.
- bric - culoare cărămizie.
- briliant - diamant șlefuit în formă de dublă piramidă, cu numeroase fațete pentru accentuarea reflexiei luminii, montat în bijuterii.
- bronz - pigment metalic din care se face o vopsea de culoare galbenă-arămie, cu luciu metalic, folosită pentru vopsit obiecte, la zugrăveli etc., pentru a le proteja contra coroziunii sau pentru a le da un aspect plăcut.
- bronzier - artist care execută opere de artă din bronz; producător de obiecte din bronz.
- buchinist - vezi anticar.
- burin - dăltiță de silex folosită la prelucrarea osului și a lemnului; stilet de gravat.
- buta - ornament în formă de con de brad sau de migdală, folosit în ornamentare, cu un capăt superior curbat și ascuțit.
- buton - motiv decorativ, în relief, de forma unei proeminențe rotunjite, de obicei gâtuite.

## C
- cabinet - mobilă stil, de dimensiuni mici (originară din Orient, cu sertare, bogat ornamentată, destinată păstrării obiectelor de preț.
- caboșon -

- piatră (semi)prețioasă, șlefuită sumar, fără fațete, montată ca podoabă în metal (filigranat), care este folosită la ornarea unor obiecte de cult sau a unor cărți;
- tăietură (ovală, elipsoidală etc.) a unei pietre prețioase sau semiprețioase; tehnica montării acestei pietre.
- cabriol - tip de picioare ale unei mobile, în dublă curbură.
- cadru:

- ramă a unui tablou, a unei fotografii etc.;
- desen care înconjoară, care mărginește un text.
- calchiere - reproduce un desen sau o schiță cu ajutorul hârtiei de calc.
- calcotipie - procedeu grafic de reproducere de artă a unui desen, asemănător cu acvaforte; stampă obținută prin acest procedeu.
- caligraf - persoană care se ocupă cu copierea artistică de cărți și manuscrise (mai ales înainte de răspândirea tiparului).
- caligrafie - arta și deprinderea de a scrie frumos.
- camaieu:

- pictură lucrată în tonurile aceleiași culori, cu o mare diversitate de nuanțe; grisai;
- gravură (pe lemn) realizată în tonurile cele mai apropiate ale aceleiași culori.
- camee:

- piatră dură (cu mai multe straturi divers colorate), sculptată în relief, cu o figură sau cu un motiv decorativ în relief, folosită ca podoabă;
- sculptură monocromă imitând o astfel de piatră.
- camp - stil estetic (în special în vestimentație) exagerat, extravagant și teatral, care tinde să ignore limitele normale ale bunului gust și să parodieze convențiile culturale.
- canefóră - statuie reprezentând o tânără femeie care poartă pe cap un coș cu cele necesare sacrificiilor religioase.
- canevas - schiță sau linii generale ale unui desen.
- canon - regulă fixă care, în sculptură și pictură, stabilește proporția diferitelor părți ale corpului omenesc în funcție de una dintre ele luată ca model și care caracterizează o epocă; statuie realizată pentru a exemplifica o asemenea regulă.
- cap de expresie - portret în care artistul face un studiu amănunțit al expresiei unui sentiment pe trăsăturile chipului omenesc.
- capodoperă - operă de artă de valoare excepțională, unică și de neegalat.
- capriccio - compoziție artistică ce combină elemente realiste cu elemente fantastice sau fanteziste, imaginația și expresia artistului fiind mai importante decât pe realismul sau precizia.
- caracter - individualitate precis conturată, cu trăsături psihice complexe, într-o operă artistică, cu funcție de reprezentare a unei categorii; personaj.
- carafă - flacon din sticlă sau din cristal pentru servirea băuturilor, uneori decorat cu gravuri, picturi, dantelării, șiraguri de mărgele sau alte detalii ornamentale.
- carat - unitate de măsură a greutății pietrelor prețioase, egală cu 0,2 grame.
- caricatură:

- reprezentare grotescă, denaturată, ridicolă, a unei persoane sau a unei situații, prin exagerarea unor trăsături (negative), în scopuri satirice sau umoristice;
- imitație nereușită, denaturată, falsă, în raport cu originalul, cu realitatea sau cu normalitatea.
- caricaturist - artist specializat în caricaturi.
- caricaturistic - (despre artiști sau despre creații ale lor) care exagerează unele trăsături (negative) cu intenție satirică sau umoristică.
- cariatidă - statuie reprezentând o femeie care susține o cornișă, o intrare etc, înlocuind o coloană.
- carmin:

- materie colorantă roșie, extrasă din fructele de cârmâz sau din gogoșile coșenilei, folosită în cosmetică, în pictură etc; sinonim: cârmâz.
- (prin extensie) culoare roșie intensă.
- carnație - coloritul și structura pielii unei persoane.
- carton - schiță inițială a unui tablou sau a diverselor lui detalii; studiu.
- cartuș - ornament sculptat sau gravat (în formă de sul desfăcut parțial) pe care se scriu inscripții, monograme etc.
- catharsis - vezi abreacție.
- cârmâz - vezi carmin.
- celadon - (de) culoare verde-pal.
- cenușiu - culoare obținută prin suprapunerea, în diferite proporții, a culorilor alb și negru; altă denumire: gri.
- ceracolor - care este lucrat cu batoane colorate pe bază de ceară.
- ceramică - tehnica și arta prelucrării argilelor, pentru a se obține, prin omogenizarea amestecului plastic, prin modelarea, decorarea, smălțuirea, uscarea și arderea acestuia, diverse obiecte de artă.

- ceramică habană - tip de ceramică fină, smălțuită, cu fond alb, ornamentată cu motive cinegetice, realizată de olarii din Transilvania în secolul al XVII-lea.

- cerapastel - gen de pictură modernă, asemănător encausticii, a cărei materie picturală, constând în bastonașe de ceară, ulei și coloranți de diferite nuanțe, se întărește cu timpul, păstrând strălucirea inițială a pigmentului colorant.
- cerneală - substanță lichidă sau vâscoasă, variat colorată, care conține uleiuri sicative, uleiuri polimerizate, albumine și coloranți și care servește la scris, la tipărit, la ștampilat, la gravat etc.
- ceroplastică (sau ceroplastie) - arta de a modela în ceară.
- certozină - procedeu renascentist de incrustație cu elemente de os sau de fildeș pe un fond de lemn negru, în motive geometrice mici.
- cezan(n)ism - direcție impresionistă în pictură, impusă de pictorul francez Paul Cezanne, care se caracterizează prin preocuparea de a da ritm și cadență compoziției.
- champleve - tehnică în arta emailului care constă în umplerea cu smalț a spațiilor adâncite special într-o placă metalică; obiect decorat prin această tehnică.
- chenar - margine (lucrată, desenată etc.) pe care o are de jur-împrejur un obiect (covor, coală de hârtie etc.) și care de obicei servește ca ornament.
- cherub:

- (în arta asiriană) taur înaripat, cu cinci picioare, cu figură umană și cu coadă de leu, care reprezintă geniul păzitor al Soarelui;
- figură decorativă de copil înaripat, folosită în mobila și arta decorativă a Renașterii italiene.
- cherubin - vezi heruvim.
- chirologie - arta de a se exprima cu ajutorul mișcărilor degetelor mâinii.
- ciclic - (despre lucrări artistice) care este alcătuit din mai multe părți independente.
- cinabru - pigment roșu-închis obținut din cinabru.
- cinetică, artă ~ - tendință în artele plastice contemporane, care atribuie mișcării aceeași importanță estetică pe care o acordă formei, culorii, liniei și compoziției.
- cinetist - adept al cinetismului în artele vizuale.
- cinetism - direcție în arta modernă care urmărește reprezentarea sau aplicarea mișcării în artele vizuale.
- cinquecento - denumire dată artei și culturii italiene din secolul al XVI-lea.
- cipolin - motiv ornamental compus din flori, frunze și fructe, caracteristic porțelanurilor japoneze, care este folosit în decorarea faianței.
- cizelare - finisare, ornamentare (cu dalta) un obiect (de metal).
- clarobscur:

- procedeu grafic și pictural cu care se redau volumele prin distribuirea gradată a umbrei și a luminii sau prin efecte de contrast puternice; vezi și Tenebrism.
- pictură sau gravură de lemn realizată în mai multe nuanțe ale aceleiași culori.
- clasic (despre opere de artă):

- care poate fi luat drept model;
- care este alcătuit după canoanele tradiționale;
- conform normelor artei antice greco-latine;
- care aparține clasicismului.
- cloisonné - tehnică specială de emailare, în care culorile diferite sunt separate printr-un fir fin de aur.
- compoziție - modul în care elementele vizuale, cum ar fi liniile, formele, culorile și textúrile sunt aranjate și organizate într-o lucrare de artă.
- context - totalitatea condițiilor și circumstanțelor care influențează o operă de artă în momentul creației, prezentării sau interpretării; poate include aspecte precum condițiile sociale, politice, culturale, istorice, personale și spațiale; vezi și artă contextuală.
- creion chimic - creion la care mina de grafit este înlocuită cu o pastă violetă, fabricată sintetic, a cărei urmă pe hârtie se șterge greu.
- cristal de Boemia - sticlă produsă în regiunile Boemia și Silezia, din care se realizează articole de artă de o calitate recunoscută pe plan mondial.
- cubomanie - tehnică artistică în care o imagine este divizată în pătrate mici, iar aceste pătrate sunt apoi amestecate și rearanjate pentru a crea o nouă compoziție; astfel se creează imagini abstracte și inedite, adesea cu un aer dinamic și fragmentat.
- curator⁠(d) - profesionist care se ocupă de selecția, organizarea, coordonarea și prezentarea lucrărilor de artă⁠(d) în cadrul expozițiilor sau colecțiilor permanente, fie în muzee, galerii de artă sau alte instituții culturale.
- curlicul - buclă formată din cercuri concentrice, utilizată ca ornament în special în caligrafie.

## D
- dadaism - mișcare artistică apărută în contextul Primului Război Mondial, caracterizata printr-o atitudine de respingere a convențiilor și normelor tradiționale, considerate incapabile de a preveni războiul; vezi și neodadaism.
- dăltiță - daltă mică folosită la cizelare și în lucrările de gravare în lemn, în metal, în piatră, linoleum, celuloid etc.; vezi și burin.
- decorațiune - vezi ornament.
- degradeu⁠(d) - tehnică de pictură sau colorare care implică trecerea graduală a culorii de la o nuanță la alta, de obicei prin intermediul unui amestec de tonuri intermediare.
- desen - gen de artă care stă la baza tuturor formelor de grafică, care constă în crearea de imagini prin trasarea liniilor și contururilor cu ajutorul unei varietăți de instrumente, cum ar fi creioanele, cărbunele⁠(d) sau penițele⁠(d).
- design:

- domeniu multidisciplinar interesat de ansamblul factorilor (social-economici, funcționali, tehnici, ergonomici, estetici etc.) care contribuie la aspectul și calitatea produsului de mare serie;
- aspect exterior, fel în care se prezintă un lucru (din punct de vedere estetic).
- dieselpunk - subgen similar steampunkului care combină estetica tehnologiei pe bază de motorină din perioada interbelică până în anii 1950 cu tehnologie retrofuturistă.
- dioramă - tablou de mari dimensiuni (alcătuit din mai multe planuri), care, sub efectul unui joc de lumini (și privit din întuneric), dă spectatorului impresia realității.
- divizionism - curent artistic provenit din impresionism, a cărui tehnică principală constă în descompunerea petei de culoare în puncte și liniuțe de culori pure, din al cărui amestec optic rezultă tonul dorit; vezi și pointilism.
- dublet - copie (mai puțin valoroasă) a unui obiect păstrat într-o colecție sau muzeu.

## E
- efigie - portret (de obicei pe o monedă sau medalie) a unei personalități, care redă doar asemănarea fizică, omițând expresia psihologică.
- elenism - termen care denumește cultura Greciei antice și influențele exercitate de acesta.
- encaustică:

- pictură făcută cu culori diluate în ceară; vezi și cerapastel;
- preparat pe bază de ceară cu care se impregnează sculpturile pentru a luci.
- engobă - strat subțire de argilă sau caolinuri superioare care acoperă obiectele din ceramică înainte de ardere, pentru a ascunde culoarea naturală a lutului; variantă: angobă.
- entropie estetică - stare de dezordine, de repartizare întâmplătoare a elementelor din care ia naștere opera de artă prin intervenția creatoare a artistului.
- expoziție de artă - expunere publică a unor obiecte de artă pentru a evidenția specificul unei activități, realizările unui artist sau în scop instructiv; clădirea, incinta în care are loc manifestarea artistică.

## F
- factură - ansamblul mijloacelor de expresie care determină specificul unei opere artistice.
- figurativ, artă ~ă - stil artistic⁠(d) care reprezintă obiecte sau ființe umane într-un mod realist sau semi-realist, spre deosebire de arta abstractă, care se concentrează pe culori, forme și linii abstracte.
- filigran:

- lucrătură artistică de giuvaiergerie, asemănătoare ca aspect cu o dantelă, realizată din fire subțiri de aur, de argint etc. sudate între ele.
- marcă transparentă imprimată în timpul procesului de fabricație în structura unei hârtii.
- fluorografie - procedeu fotografic de gravură, realizat cu ajutorul acidului fluorhidric.
- fond:

- culoare de bază a unui tablou, a unei țesături etc. pe care se conturează desenele sau figurile; câmp;
- desen executat pe un suport opac, care servește drept decor în desfășurarea desenelor animate;
- ansamblul desenelor sau ornamentelor care se imprimă cu o culoare mată pe suprafața hârtiei, folosite la tipărirea acțiunilor și a altor acțiuni de valoare.
- „forma urmează funcția” - concept în design din jurul anului 1900, conform căruia forma unui obiect trebuie să se raporteze în primul rând la funcția sau scopul propus.
- formă -  totalitatea mijloacelor de exprimare a conținutului unei opere artistice.
- fotolitografie - metodă de reproducere a figurilor desenate, constând în trecerea desenului pe o piatră litografică, prin intermediul unei hârtii speciale; imagine reprodusă astfel.
- frescă - tehnică de pictură murală, folosită încă din Antichitate, însă a devenit foarte populară în perioada Renașterii italiene, realizată pe suprafețe umede de tencuială proaspăt aplicată pe pereți sau tavan.
- frumusețe atică - frumusețe perfectă, ideală.
- frunză - motiv ornamental folosit în toate domeniile artei, ca și în scrierea caligrafică din sec. XII, pentru literele capitale.

## G
- galerie de artă - spațiu fizic sau virtual dedicat expunerii, promovării și vânzării lucrărilor de artă⁠(d), având ca obiective: susținerea artiștilor, educarea publicului și dezvoltarea pieței de artă.
- galerie de vanitate - tip de galerie de artă în care artiștii își expun lucrările în schimbul unei taxe plătite către galerie, fără să fie selectați pe baza meritului artistic sau a unui proces curatorial riguros.
- gamă:

- serie de tonuri și de culori dispuse într-o succesiune armonioasă;
- serie, grup, succesiune de obiecte, de fenomene, de situații care alcătuiesc un tot (armonios).
- gen artistic - categorie estetică folosită pentru a clasifica operele de artă⁠(d) în funcție de caracteristicile lor stilistice, tematica abordată și mijloacele de expresie utilizate, în domeniul artelor vizuale printre cele mai cunoscute fiind: pictura, desenul, sculptura, fotografia.
- geometrism:

- tendință în arta secolului al XX-lea care experimentează sistematic puterea expresivă a liniei, a formelor geometrice și a culorilor plate;
- perioadă a artei grecești antice, definită prin caracterul geometric al decorului ceramic.
- ghirlandă - decorațiune formată din flori, frunze, ramuri sau alte materiale naturale sau artificiale, dispuse într-o formă circulară sau semicirculară.
- glasiu - culoare clară și transparentă aplicată (în pictură) pe o culoare mai densă și servind la redarea clarobscurului; vezi și velatură.
- graffiti  - formă de artă vizuală stradală, care constă în aplicarea de imagini, texte sau desene pe suprafețe publice, cum ar fi pereți, clădiri, podele, trenuri sau alte obiecte, cu ajutorul unor spray-uri, markeri, creioane sau alte instrumente de desen.
- gri - vezi cenușiu.
- grisai - vezi camaieu.
- grup de friză - formă bidimensională care se repetă într-o direcție și utilizată ca ornament.

## H
- hașurare - tehnică artistică utilizată în desen (sau pictură, sau scriere) pentru a crea efecte tonale sau de umbrire prin linii paralele strâns distanțate.
- hârtie de calc - hârtie translucidă obținută prin măcinarea fină a pastei de hârtie, folosită la executarea desenelor în tuș, pentru a fi apoi copiate pe hârtie heliografică; vezi și ozalid.
- hedonism - teorie care consideră că principala funcție a artei este de a delecta.
- heliograf - aparat folosit pentru reproducerea prin copiere a desenelor pe hârtie de calc.
- heruvim - (în arta creștină) cap sau bust de copil înaripat; altă denumire: cherubin.

## I
- iconografie:

- disciplină care se ocupă cu studiul operelor realizate în arta plastică; studiu al operelor de acest fel privitoare la un anumit subiect;
- totalitatea imaginilor legate de o anumită temă, perioadă, problemă, localitate etc.;
- colecție de portrete ale oamenilor celebri.
- ilustrație pictată - tehnică de artă vizuală care combină elemente de desen și pictură pentru a însoți o poveste sau un text.
- iluzionism abstract - mișcare artistică din SUA anilor '70, care a căutat să îmbine elemente ale expresionismului și picturii abstracte cu tehnici de iluzionism (trompe-l'œil) pentru a crea efecte tridimensionale pe suprafețe bidimensionale.
- imagine - reflectare artistică a realității prin sunete, cuvinte, culori etc., în muzică, în literatură, în arte plastice etc.
- impasto - tehnică de pictură în ulei care implică aplicarea de straturi groase de vopsea pe pânză, astfel încât să creeze o suprafață reliefată, cu efecte tactile și vizuale dramatice, textúri, umbre și lumini deosebite.
- imprimatura - stratul inițial de culoare aplicat pe o pânză grunduită.
- instalație (multimedia) - formă de artă contemporană care utilizează diverse materiale și medii (sculptură, sunet, video, lumină, obiecte găsite etc.) pentru a crea o experiență complexă și interactivă într-un spațiu tridimensional.
- interpretare artistică - act creator prin care se redă prin mijloace adecvate conținutul unei lucrări dramatice, coregrafice, muzicale sau a unui scenariu cinematografic.
- istorism - fenomen artistic și social din secolul al XIX-lea, care a preconizat în principal glorificarea Evului Mediu și preluarea în acest context a formelor artistice din trecut.

## J
- japonism - influența artei japoneze asupra artei occidentale, în special în a doua jumătate a secolului al XIX-lea și începutul secolului XX.

## L
- lac:

- substanță colorantă pe bază de oxid de aluminiu, folosită în pictură;
- soluție obținută prin dizolvarea într-un solvent volatil a unor rășini, uleiuri, a nitrocelulozei etc., care, după aplicarea pe o suprafață, formează o pojghiță transparentă dură, protejând obiectele împotriva agenților externi și conferindu-le un aspect estetic.
- lăcuire - aplicare a unui strat de lac pe suprafața unui obiect.
- letrism - curent artistic ce a promovat ideea că literele și cuvintele pot fi folosite ca elemente de bază pentru crearea de opere de artă, independent de sensul lor semantic obișnuit, ceea ce a dus dezvoltarea unor tehnici și stiluri inovatoare în pictură, sculptură și alte forme de artă vizuală.
- lucrare de atelier - lucrare care corespunde stilistic unui mare artist dar, dată fiind mai slaba ei calitate, se presupune a fi fost executată de elevii săi.

## M
- manager artistic - persoana responsabilă cu coordonarea, promovarea și dezvoltarea activităților artistice ale unei producții, instituții sau trupe, asigurând coerența viziunii estetice și buna desfășurare a proiectelor din punct de vedere creativ și organizatoric.
- Manifestul suprarealist - denumire pentru trei texte, cu conținut grafic, scrise de André Breton și apoi de Yvan Goll și care conțineau ideile de bază ale suprarealismului.
- medalion - obiect de mici dimensiuni, de obicei rotund sau oval, care conține un element decorativ sau o imagine; poate avea mai multe funcții, de la bijuterie purtată la gât sau pe haină, până la obiect de artă decorativă.
- mediu - suportul material sau mijlocul prin care se creează, stochează, transmite sau experimentează expresii culturale și artistice; poate include elemente fizice, tehnologice sau conceptuale utilizate în procesul de comunicare a mesajelor între creator și receptor.[necesită citare]
- mesaj (artistic) - ideile, emoțiile, conceptele sau opiniile semnificative pe care artistul încearcă să le transmită prin intermediul operei sale.
- metoda paranoico-critică⁠(d) - tehnică artistică dezvoltată de Salvador Dalí pentru a explora subconștientul și a crea imagini și idei neconvenționale; implică inducerea unui tip de paranoia creativă sau interpretare distorsionată a realității, unde obiectele și formele sunt percepute în moduri multiple și ambigue, ducând la compoziții vizuale complexe și surprinzătoare.
- miniatură:

- operă de artă plastică (în special pictură) de dimensiuni reduse, lucrată cu multă finețe și minuțiozitate;
- desen ornamental, figurativ sau literă executată în culori, care împodobea vechile cărți și manuscrise (religioase).
- model:

- persoană care pozează unui pictor sau unui sculptor;
- motiv plastic preluat din contextul în care s-a integrat organic și introdus, fără modificări, într-un context nou.
- montură - mod de fixare a pietrelor prețioase într-o bijuterie; garnitură de metal care fixează o piatră prețioasă într-o bijuterie sau care adăpostește mecanismul unui ceasornic.
- monument - operă de artă (de sculptură sau de arhitectură) destinată să perpetueze amintirea unui eveniment sau a unei personalități remarcabile.
- muzeografie - disciplină științifică ce se ocupă cu istoria, clasarea, conservarea și popularizarea colecțiilor unui muzeu.

## N
- natură statică (sau natură moartă) - gen artistic care reprezintă obiecte inanimate, cum ar fi fructe, legume, obiecte de uz casnic sau alte obiecte de artă, dispuse într-un aranjament static pe o suprafață, cum ar fi o masă.
- neoplasticism - variantă a abstracționismului, care se caracterizează printr-un geometrism în care liniile și planurile de culoare se întretaie în unghi drept, precum și prin folosirea unei game cromatice limitate la albastru, roșu și galben.
- nervúri - rețea de dungi de altă culoare decât fondul, care dau un aspect marmorat unei suprafețe; (la singular) fiecare dintre dungile care formează această rețea.
- nimb - vezi aureolă.

## O
- obiectivitate -  în contrast cu subiectivitatea, încercarea de a aborda sau evalua o operă de artă fără a fi influențat în mod substanțial de perspectivele, preferințele sau experiențele personale ale privitorului.
- objet trouvé - vezi ready-made.
- operă (de artă):

- lucrare originală de artă; creație artistică;
- totalitatea lucrărilor unui artist, ale unui creator în general.
- original:

- (despre artiști, scriitori, oameni de știință) care creează ceva nou, personal, fără a folosi un model făcut de altul;
- ființă sau obiect care servește ca model pentru o operă de artă;
- care iese din comun, neobișnuit, ciudat, bizar; excentric, extravagant.
- ornament - detaliu sau obiect adăugat la un ansamblu pentru a-l înfrumuseța; accesoriu, element decorativ folosit în artele plastice, în arhitectură, în tipografie pentru a întregi o compoziție și a-i reliefa semnificația; sinonim: decorațiune.

## P
- pastișă - lucrare artistică ce imită sau face referire la stilul, tehnicile sau subiectele unei opere sau a unui artist celebru, creată ca un omagiu sau o interpretare personală a unei opere sau a unui stil artistic consacrat.
- peisaj - gen de pictură sau de grafică având ca obiect reprezentarea cu precădere a priveliștilor din natură;

- tablou, fotografie care reprezintă un peisaj.
- pictorialism - stil al artei fotografice din jurul anului 1900, prin care accentul se pune pe crearea imaginii și nu pe simpla reproducere a acesteia.
- pictură - ramură a artelor plastice care interpretează realitatea în imagini vizuale, prin forme colorate, bidimensionale, desfășurate pe o suprafață plană și aplicate în general cu pensula.

- pictură informală - pictură abstracționistă, caracterizată prin lipsa oricărei organizări a materiei picturale.
- pictură monocromă - stil artistic în care o operă este realizată folosind o singură culoare sau nuanțe diferite ale aceleiași culori.
- pictură murală - tehnică de pictură realizată direct pe pereții sau pe tavanul unei clădiri, într-un mod similar cu fresca, dar nu prin aplicarea de pigmenți pe tencuiala proaspătă, ci direct pe suprafața peretelui.
- pictură peisagistică - gen de pictură care se concentrează asupra reprezentării peisajului, urmărind reprezentarea frumuseții naturii, fie ea rurală sau urbană, precum și a diversității mediului natural într-o manieră artistică.
- pictură victoriană - pictură dezvoltată în perioada reginei Victoria, caracterizată printr-un stil eclectic, detalii rafinate și o puternică influență a valorilor morale și sociale ale epocii; aceasta include atât pictura academică oficială, cât și mișcările artistice alternative, cum ar fi prerafaeliții.

- piesă - obiect de valoare sau operă de artă, act sau document, expuse într-un muzeu sau făcând parte dintr-o colecție.
- pin-up - gen de artă vizuală care a devenit popular în anii '40 și '50, reprezentând femei atractive, în general într-o poziție provocatoare sau seducătoare, adesea îmbrăcate în haine retro sau uniforme militare; aceste imagini erau adesea folosite ca reclame pentru diverse produse, cum ar fi băuturi răcoritoare, țigări sau autoturisme.
- pitoresc - care impresionează prin ineditul elementelor componente, aspect, formă, colorit etc. sau este potrivit pentru a deveni subiectul unei picturi.
- plachetă - medalie pătrată sau dreptunghiulară de metal, având de obicei o singură față modelată cu desene, basoreliefuri sau inscripții.
- pointilism - verigă a divizionismului, având ca tehnică principală descompunerea petei de culoare în puncte și liniuțe.
- poliptic - pictură executată pe mai multe panouri (articulate) care cuprind fiecare o scenă dintr-o suită compozițională.
- portret - reprezentare artistică a unei persoane sau a unui grup de persoane prin pictură, desen, sculptură sau fotografie și care surprinde aspecte ale fizionomiei, personalității, stării emoționale sau a poziției sociale a subiectului.

- portret de interior - tip de portret în care subiectul este reprezentat într-un spațiu interior, cum ar fi o cameră, un birou sau un alt mediu închis și care nu se concentrează doar pe înfățișarea fizică a persoanei, ci și pe relația acesteia cu spațiul în care se află.
- portret în miniatură - portret de dimensiuni mici, de obicei realizat pe o suprafață compactă precum un medalion, o broșă⁠(d), un timbru, sau o mică bucată de fildeș, pergament sau metal, popular în Europa între secolele XVI și XIX, fiind folosit adesea ca suveniruri sau ca simboluri de afecțiune.

- profil -  contur, aspect al feței cuiva, al unui obiect, privit dintr-o parte.
- psihedelică, arta ~ - gen artistic care se inspiră din experiențele și influențele psihedelice, utilizând culori strălucitoare, forme geometrice complexe, iluzii optice și designului vizual captivant pentru a evoca senzații intense, cum ar fi cele induse de droguri halucinogene sau de meditație profundă.

## R
- ready-made - termen care desemnează obiecte obișnuite, scoase din contextul cotidian și prezentate ca opere de artă; altă denumire: objet trouvé.
- realism - mișcare artistică și estetică ce vizează reprezentarea fidelă și detaliată a lumii reale, fără distorsionare sau idealizare exagerată, în cadrul căreia artistul se străduiește să creeze o imagine care să semene cât mai mult cu ceea ce percepe în lumea înconjurătoare.

- realism american -  mișcare artistică care a avut loc în SUA în a doua jumătate a secolului al XIX-lea și care avut influențe puternice din mișcarea artistică europeană a realismului, dar s-a adaptat și s-a dezvoltat în contextul specific al culturii și istoriei americane, evidențiind adesea problemele sociale, economice și politice ale vremii, precum și schimbările în societatea americană post-Război Civil.
- realism social - curent artistic care pune accent pe reprezentarea de scene cu oameni săraci și marginalizați, având un caracter critic față de inegalitățile economice, politice și sociale.

- regula treimilor - tehnică de compoziție în care imaginea este împărțită în trei părți egale pe orizontală și verticală pentru a se obține nouă zone egale și patru puncte de intersectare importante.
- relief înalt - vezi altorelief.
- Renașterea - mișcare social-politică și culturală, din secolul al XIV-lea până în secolul al XVI-lea, în Europa occidentală, caracterizată prin mari invenții și descoperiri geografice, prin înflorirea științelor și artelor, prin trezirea interesului pentru cultura antică; epocă din istoria Europei în care s-a manifestat această mișcare.

- Renașterea engleză - mișcare culturală și artistică, care a avut loc în Anglia, începând cu începutul secolului al 16-lea până în timpul decenilor de mijloc ale secolului al 17-lea.

- reproducere - copie după o lucrare de artă originală (desen, pictură, sculptură etc.).
- restaurare - ansamblul de procese și tehnici utilizate pentru a conserva, repara și readuce la o stare cât mai apropiată de cea originală o operă de artă⁠(d) sau un obiect cultural degradat, cu scopul de a prelungi viața acestuia și de a-i menține semnificația istorică, estetică și artistică.
- revoluție culturală - proces de transformare radicală în domeniul ideologiei și culturii, care însoțește o revoluție socială.
- romană, artă ~ - arta dezvoltată în Roma antică și apoi în Imperiul Roman între secolele al IV-lea î.Hr. și al IV-lea d.Hr., care se caracterizează în arhitectură prin edificii grandioase de o mare diversitate, în sculptură cultivând cu precădere portretul puternic individualizat, iar în pictură prin ansambluri de frescă și de mozaic cu tematică bogată.
- ruginiu - culoare brun-roșcată, asemănătoare cu cea a ruginii.

## S
- schiță - desen, sculptură, plan arhitectural în care autorul conturează în linii mari și caracteristice un subiect care îl preocupă (și care servește la realizarea formei definitive).
- sculptură - ramură a artelor plastice care își propune să creeze imagini artistice în trei dimensiuni, prin cioplirea sau modelarea unui material; operă artistică din acest domeniu.

- sculptură criselefantină  - sculptură realizată din aur și fildeș.

- sensibilitate - însușirea de a fi foarte simțitor; afectivitate, emotivitate accentuată; receptivitate artistică.
- sertizare - sistem de fixare a unei pietre ornamentale într-o montură metalică prin îndoirea marginilor monturii sau a unor gheare ale acesteia.
- sgraffito⁠(d) - tehnică de pictură care implică aplicarea mai multor straturi de vopsea, iar stratul superior este îndepărtat pe anumite locuri, pentru a dezvălui un strat de altă culoare.
- smântâniu - culoare alb-gălbuie similară cu culoarea smântânii.
- spațiu negativ - (în artele vizuale) spațiul din jurul subiectului, adică la spațiul gol din jurul formelor și obiectelor.
- spațiu pozitiv - termen care se referă la obiectele sau formele care sunt reprezentate într-o pictură, adică la subiectul picturii în sine.
- sociologia artei - ramură a sociologiei care se ocupă cu studierea fenomenului artistic ca fenomen social.
- sotto in su⁠(d) - tehnică de pictură care creează iluzia de adâncime și perspectivă prin reprezentarea unui subiect într-o poziție inversată față de poziția sa obișnuită, dând impresia că subiectul se ridică spre tavan, spre cer sau spre un punct focal înalt, creând o senzație de mișcare sau de dezorientare pentru privitor.
- stampare - operația de imprimare pe suprafața unui obiect de metal a unui profil sau desen prin deformare plastică cu ajutorul unui poanson și al unei matrițe (de exemplu stamparea monedelor, a medaliilor etc.
- stereocromie - tehnică de a executa picturi în relief folosind un strat de mortar special preparat.
- stil artistic⁠(d) - set distinct de trăsături și caracteristici care definesc o lucrare de artă și care includ elemente precum culori, forme, linii, textúri, tehnici de desen sau pictură și compoziții sau încadrarea într-un anumit curent artistic.
- street art⁠(d) - formă de artă vizuală realizată în spații publice, de obicei pe pereți, trotuare sau alte suprafețe urbane, folosind tehnici precum graffiti, stencil graffiti, postere sau instalații, având adesea un mesaj social, politic sau cultural.
- studiu - (în artele plastice) schiță parțială sau preliminară cu ajutorul căreia pictorul, sculptorul etc. compune și execută o operă definitivă.
- subiectivitate - perspectiva individuală și la interpretarea personală a artistului sau privitorului în ceea ce privește o operă de artă; vezi și obiectivitate.
- sui generis - expresie care se referă la lucrări artistice care depășesc granițele genurilor convenționale.

## Ș
- șamoa - culoare brun-gălbuie sau ocru-gălbuie, asemănătoare culorii pielii caprei negre.

## T
- tablou:

- pictură, desen sau gravură etc., executată pe suport de lemn, pânză, carton, înrămată și așezată (în scop decorativ) pe pereții unei încăperi;
- priveliște de ansamblu din natură, care evocă o reprezentare picturală și impresionează prin frumusețe și pitoresc.
- tablou viu (sau vivant) - grup de persoane care stau nemișcate într-o anumită poziție, pentru a înfățișa sau a evoca o scenă simbolică.
- tablou votiv - imagine pictată, sculptată, gravată, brodată etc., reprezentând figurile ctitorilor (donatorilor) unei biserici, unei opere de arhitectură sau de artă aplicată, în scopul evidențierii actului de devoțiune al acestora.
- tașism - direcție în pictura abstractă de după cel de-al Doilea Război Mondial, originală în practica diviziunii culorii în tonuri pure, specifică neoimpresionismului, ca și în unele tendințe, precum cele ale picturilor extrem-orientale, în care hazardul intervine ca un element creator al structurării imaginii; vezi și action painting.
- tenebrism - tehnică artistică utilizată în pictură, formă dramatică a clarobscurului, caracterizată prin contraste dramatice între lumină și întuneric.
- testament - operă tardivă a unui artist, considerată ca ultima expresie a concepțiilor sale estetice.
- textură - aspectul sau senzația tridimensională a suprafeței unei picturi și care creează iluzia unor obiecte sau materiale specifice, cum ar fi stofa sau lemnul.
- tonalitate - culoare dominantă a unei picturi.
- trafalet - unealtă cilindrică pentru acoperirea rapidă cu o culoare a unor suprafețe mari.
- traforaj:

- procedeu de ornamentare, constând în decuparea unei figuri sau a unui motiv decorativ dintr-o placă subțire de lemn, de metal etc.;
- decupare cu ajutorul unui ferăstrău special a unor piese sau figuri artistice desenate pe o placă subțire de lemn, de metal etc.
- "transparent pe opac" - procedeu folosit la aplicarea glasiurilor, în care se suprapune o culoare diluată peste alta opacă, obținându-se o culoare profundă și saturată.
- triptic:

- ansamblu (tablou) compus din trei panouri pictate, gravate sau sculptate, prinse în balamale în așa fel încât părțile laterale să se închidă peste cea din mijloc;
- (în sens general) serie de trei opere de artă, unite prin conținut comun, care se completează reciproc.
- trompe-l'œil - pictură murală care dă la distanță iluzia realității.
- tușă - modul de aplicare a culorii cu pensula sau cu alte instrumente, prin care se poate defini maniera de lucru a unui pictor.

## U
- umbră:

- parte mai închisă care contrastează cu partea pictată în culori deschise;
- pigment de pământ colorat care, după nuanță, poate fi brun-verzui (umbră naturală) sau brun-maroniu închis (umbră arsă).

## V
- valorație - termenul care descrie gradul de luminozitate sau întunecime a unei culori sau a unei zone dintr-o pictură și care poate fi utilizată pentru a crea iluzia de adâncime și volum.
- velatură - glasiu translucid, dar și puțin voalat.
- verdaccio - tehnică în pictură care se referă la aplicarea unui strat subțire de culoare verde sau verde-gri înainte de a aplica culorile finale, utilizată în special în pictura în ulei pentru a ajuta la definirea tonurilor pielii.
- vernisaj - eveniment organizat pentru a marca deschiderea oficială a unei expoziții de artă, fie într-o galerie, fie într-un muzeu, fiind o ocazie specială în care artiștii, curatorii și publicul se întâlnesc pentru a aprecia lucrările expuse.

## X
- xilogravură (sau xilografie) - procedeu de gravură care constă din săparea unui desen pe o placă de lemn și imprimarea lui pe hârtie.